# Скалли-Пауэр, Пол Десмонд
Пол Де́смонд Ска́лли-Па́уэр (англ. Paul Desmond Scully-Power; род. 28 мая 1944) — американский космический инженер и астронавт НАСА австралийского происхождения. Он стал гражданином США в сентябре 1982 года, надеясь принять участие в программе пилотируемых полётов НАСА. Совершил один космический полёт на шаттле в качестве специалиста по полезной нагрузке: STS-41G (1984) «Челленджер».

## Рождение и образование
Родился 28 мая 1944 года в городе Сидней в Австралии. Американское гражданство получил в сентябре 1982 года. Учился в средней школе в Лондоне, Великобритания и в Сиднее, Австралия. В 1966 году получил степень бакалавра наук (прикладная математика) в Сиднейском университете.

## До полётов
С марта 1974 по март 1975 года работал в Австралии, где занимался разработкой совместного проекта США, Австралии и Новой Зеландии «ANZUS EDDY» (одновременное проведение океанографических и акустических исследований океанского дна). В 1976 году работал в качестве основного иностранного учёного в НАСА по проекту «Heat Capacity Mapping Mission» — отработке методов дистанционного зондирования с борта космического корабля. С 1977 года работал в США в центре подводных работ ВМС США в должности заместителя технического директора по исследованиям и технологиям. Принимал участие в нескольких десятках океанографических экспедиций, в том числе в качестве начальника экспедиции. В 1996 году вернулся в Австралию. Работал океанографом в фирме «McMahons». Был главой Университета Бонда. С 1997 года работал в Комиссии по безопасности гражданской авиации, впоследствии стал председателем этой Комиссии.
4 июня 2001 года был назначен членом Австралийской торговой палаты на срок в три года. Воинская служба: с января 1967 по июль 1972 года служил руководителем первой океанографической группы при королевских ВМС Австралии. С июля 1972 по март 1974 года служил по обмену в центре подводных работ ВМС США в городе Нью-Лондон, штат Коннектикут и в Отделе подводных исследований в Вашингтоне, округ Колумбия.

## Космическая подготовка

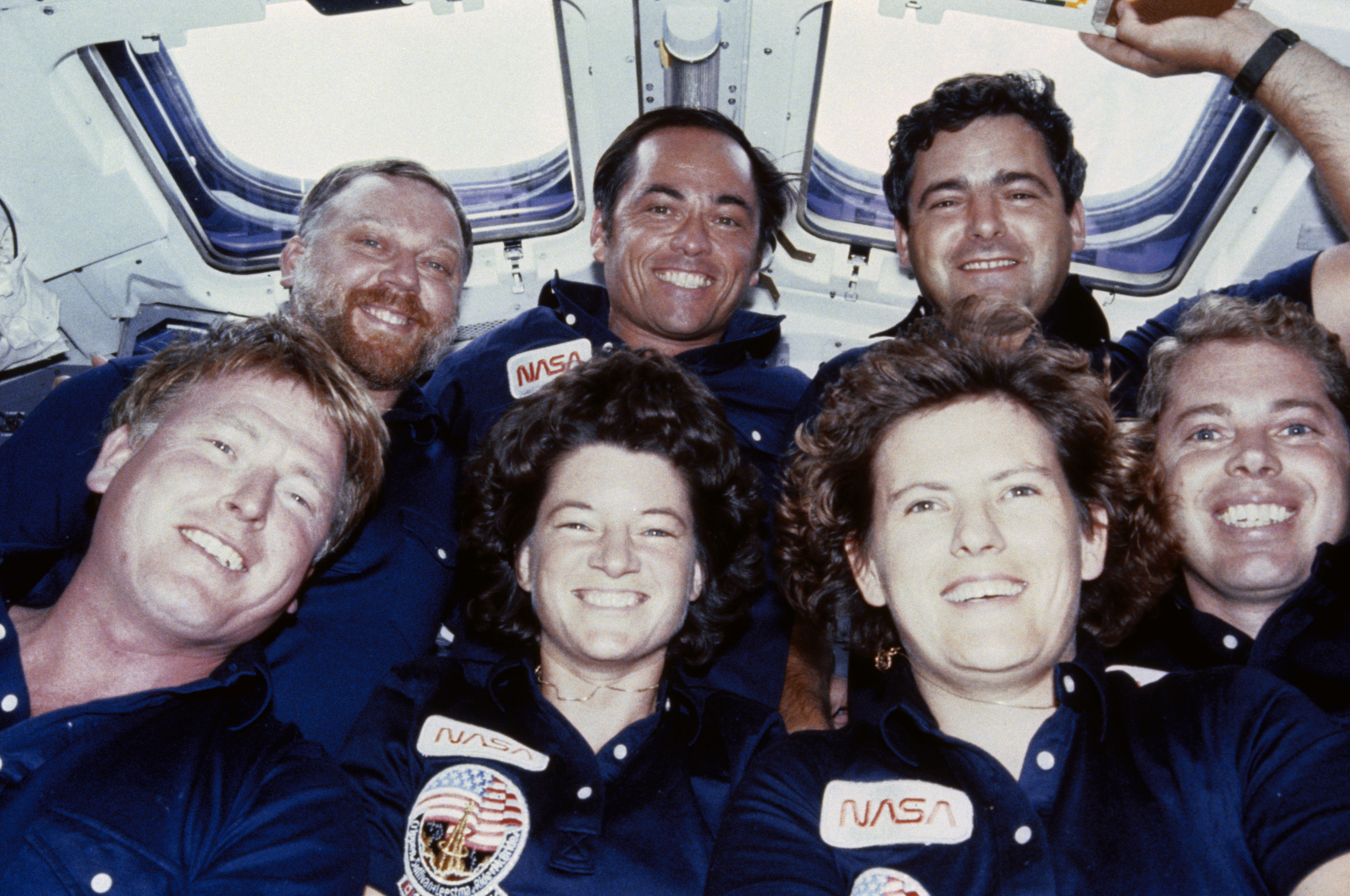
STS-41G на орбите (Скалли-Пауэр — второй ряд, первый слева.

Был одним из двух специалистов-океанологов, отобанных для участия в космическом полете наблюдателя от ВМС США. В начале мая 1984 года, когда освободилось свободное место в отсеке полезной нагрузки STS-41G, был назван одним из двух кандидатов на полёт. Был назначен дублёром, но 13 июня был назначен в основной экипаж, так как назначенный ранее основным кандидатом Роберт Стивенсон был снят с подготовки по его просьбе.

## Космический полёт
- Первый полёт — STS-41G[4], шаттл «Челленджер». C 5 по 13 октября 1984 года в качестве специалиста по полезной нагрузке. Продолжительность полёта составила 8 суток 5 часов 25 минут[5].

Общая продолжительность полётов в космос — 8 суток 5 часов 25 минут.

## После полётов
Автор многочисленных публикаций по океанографии, дистанционному зондированию, прикладной математике, биологии океана, метеорологии. В 1995 году опубликовал автобиографическую книгу «От океана до орбиты».

## Награды и премии
Награждён: Медаль «За выдающуюся службу» (ВМС США), Медаль «За космический полёт» (1984) и многие другие.

## Семья
Женат на Франсиз Энн Уркварт, у них шестеро детей: Эдам Пол (род. 05.01.1974), Линкольн Пол (род. 08.10.1975), Холли Луиза (род. 21.03.1977), Виктория Кларисса (род. 26.03.1979), Уилльям Пол (род. 01.11.1980), Тэра Элизабэт (род. 17.03.1988). Увлечения: сквош, бадминтон и плавание под парусом.